# Мост Нойенкамп

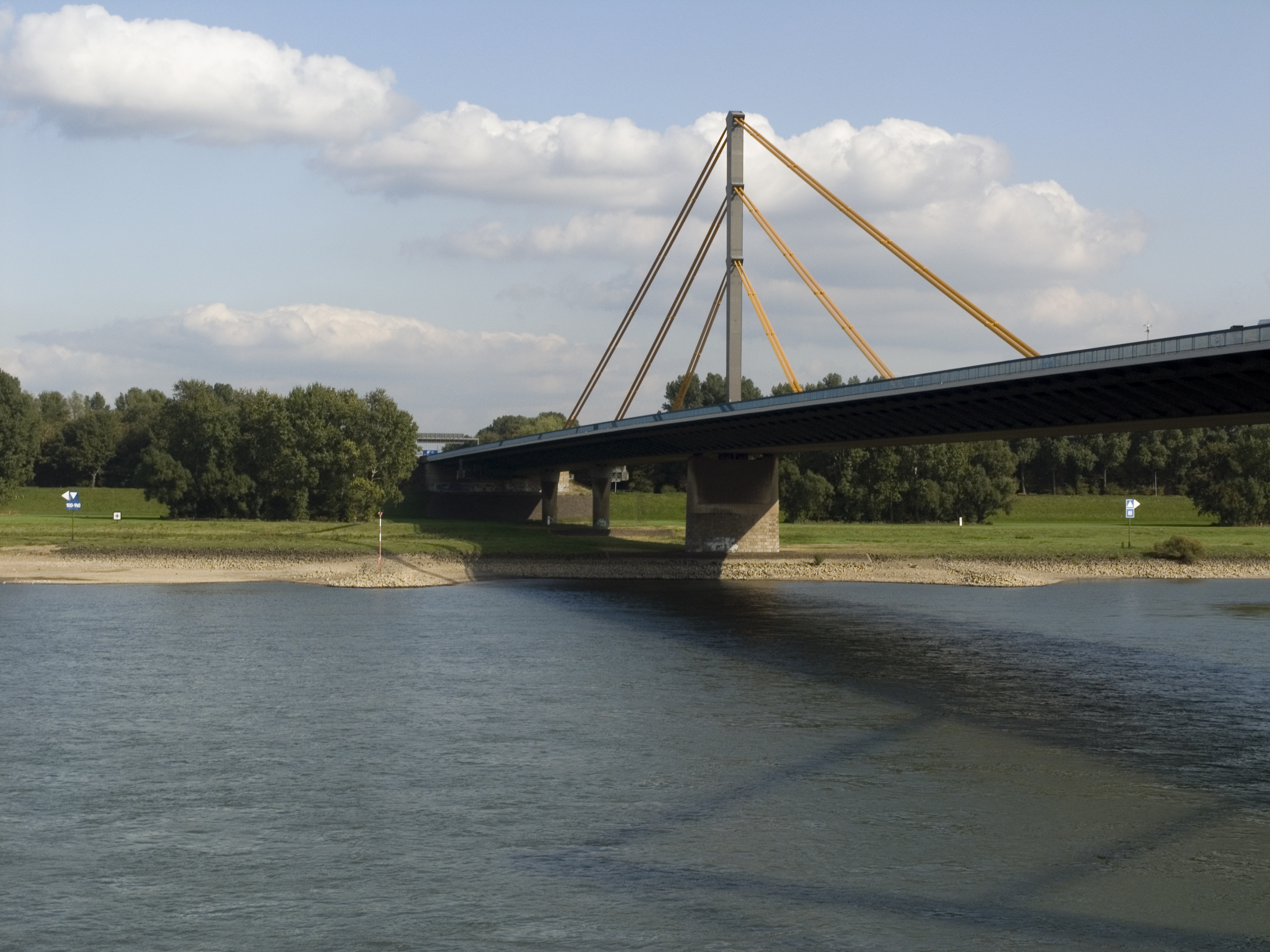
Восточный пилон

Мост Нойенкамп (нем. Rheinbrücke Neuenkamp) — стальной вантовый мост через Рейн в городе Дуйсбург (Германия, федеральная земля Северный Рейн-Вестфалия). Мост соединяет районы Дуйсбурга Нойнкамп и Хомберг. По мосту проходит автобан № 40 (de:Bundesautobahn 40), поэтому мост также часто называют Autobahnbrücke. Через мост ежедневно проезжает около 80000 автомобилей (по данным 2005 года).
Строительство моста велось с 1966 по 1971 годы строительной компанией «Gutehoffnungshütte, Actienverein für Bergbau und Hüttenbetrieb». Строительство проводилось под руководством главного инженера Пауля Бойе (нем. Paul Boué). Расходы на строительство составили 37 млн. немецких марок. На момент открытия это был вантовый мост с самым длинным пролётом в мире.
В 2004—2007 годах были выполнены работы по ремонту и восстановлению моста. Стоимость работ составила 7 млн. евро. В ходе работ были заменены ванты, уложены новые плиты дорожного полотна со стыками с пониженным уровнем шума.

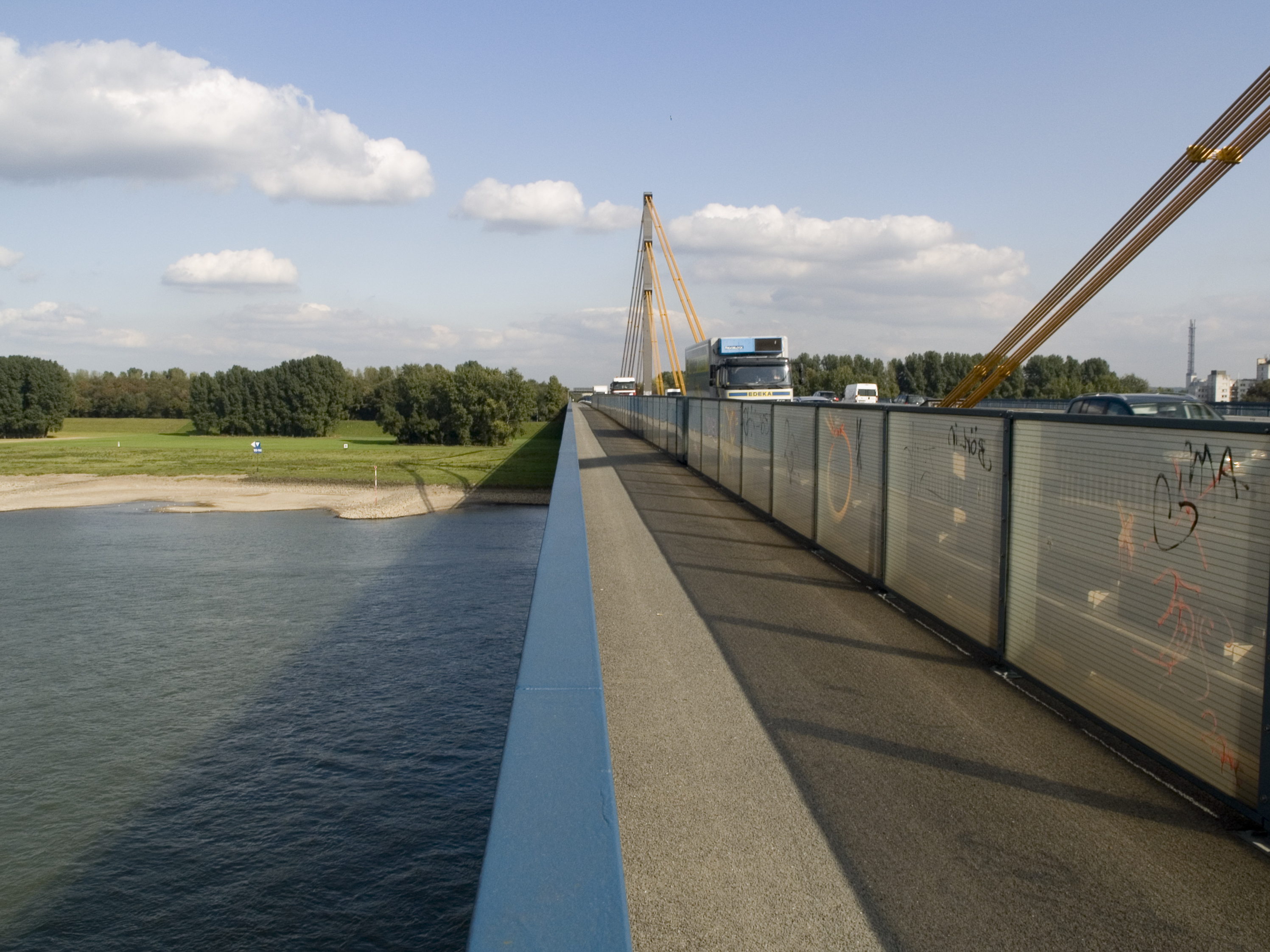
Rheinbrücke Neuenkamp

## Технические данные[3]
- Количество пилонов — 2
- Высота пилонов — 50 м
- Материал вантов — сталь
- Материал пилонов — сталь
- Материал полотна — сталь
- Количество вантов — 24
- Диаметр ванта — 83 мм
- Схема пролетов — 46.76 м — 50.00 м — 2×45.00 м — 350 м — 105.00 м — 60.00 м — 75.64 м
- Общая длина —777,4 м
- Ширина моста — 35,8 м
- Толщина полотна — 3,75 м
- Площадь дорожного полотна — 27 800 м²